# 1568
- Wikisource

| Calendário gregoriano                                                        | 1568 MDLXVIII                                        |
| Ab urbe condita                                                              | 2321                                                 |
| Calendário arménio                                                           | 1017 – 1018                                          |
| Calendário bahá'í                                                            | -276 – -275                                          |
| Calendário budista                                                           | 2112                                                 |
| Calendário chinês                                                            | 4264 – 4265 Início a 28 de janeiro (aproximadamente) |
| Calendário copta                                                             | 1284 – 1285                                          |
| Calendário etíope                                                            | 1560 – 1561                                          |
| Calendários hindus - Vikram Samvat - Calendário nacional indiano - Cáli Iuga | 1623 – 1624 1489 – 1490 4668 – 4669                  |
| Calendário Holoceno                                                          | 11568                                                |
| Calendário islâmico                                                          | 976 – 977                                            |
| Calendário judaico                                                           | 5328 – 5329                                          |
| Calendário persa                                                             | 946 – 947                                            |
| Calendário rúnico                                                            | 1818                                                 |
| Calendário solar tailandês                                                   | 2111                                                 |

1568 (MDLXVIII, na numeração romana) foi um ano bissexto do século XVI do Calendário Juliano, da Era de Cristo, e as suas letras dominicais foram D e C (53 semanas), teve  início a uma quinta-feira e terminou a uma sexta-feira.
| Ano completo                           |
| -------------------------------------- |
| Ano bissexto com início à quinta-feira |

## Eventos
- Início da Guerra dos Oitenta Anos (Independência da Holanda).
- 9 de fevereiro - Execução de Jacques Le Balleur por José de Anchieta.
- Construção da Igreja de Nossa Senhora do Rosário na Achadinha, ilha de São Miguel, Açores.
- Criação da Paróquia de São Sebastião dos Ginetes, ilha de São Miguel, Açores.
- O atual município de Goiana, foi elevado a freguesia.
- 30 de Junho - É emitida uma Carta Régia por D. Sebastião, rei de Portugal, promulgada na Vila de Sintra, com congruas para Igreja de Santa Bárbara das Manadas, ilha de São Jorge, classificada como Monumento Nacional[1].
- A freguesia dos Rosais, ilha de São Jorge, aparece pela 1.ª vez como freguesia na documentação oficial[2].
- A freguesia das Manadas aparece na documentação da época como uma das seis paróquias que neste ano existiam na ilha de São Jorge.
- Aparece neste ano referências documentais à Igreja da Nossa Senhora do Rosário, dos Rosais, que no entanto se sabe ser de data anterior[2][3][4].
- Data indicada como sendo a do início da construção do Forte de São Sebastião de Angra a mando do rei D. Sebastião de Portugal, homenagem a quem ficou sob a invocação do santo de mesmo nome.
- 10 de Janeiro - A decisão de construir o novo templo da Sé de Angra, solicitado desde 1534, só foi tomada no reinado do Cardeal D. Henrique. A coroa tomou a decisão de mandar construir a nova Sé a expensas suas.
- Edificação da Igreja de Santa Engrácia, em Lisboa, a pedido da Infanta D. Maria. Este monumento, mesmo que após a sua quase total reconstrução, dá lugar hoje em dia a Panteão Nacional.

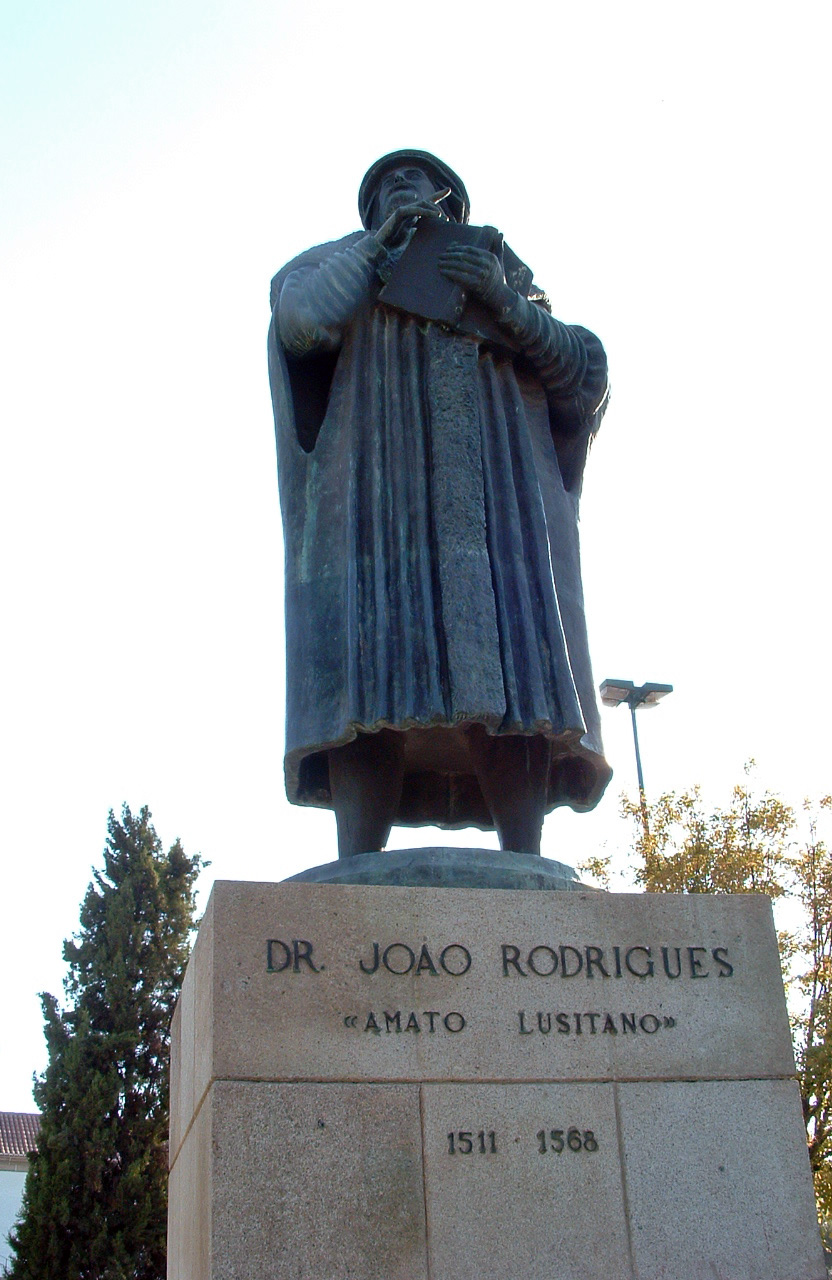
João Rodrigues(1511-1568), médico português que assinou os seus livros de casos clínicos como Amato Lusitano.

## Nascimentos
- 09 de Março - Luís de Gonzaga, religioso italiano e santo da Igreja Católica (m. 1591)
- 28 de Março - Johannes Polyander, foi teólogo calvinista, Doutor em Teologia pela Universidade de Genebra e Professor da Universidade de Leiden (m. 1646).
- 05 de Abril - Papa Urbano VIII (m. 1644)
- 28 de Abril - Teodósio II, Duque de Bragança (m. 1630)

## Mortes
- 9 de fevereiro - Jacques Le Balleur morre executado no Rio de Janeiro, na presença de José de Anchieta.
- Amato Lusitano, em Salonica, médico português, natural de Castelo Branco (1511).

## Por tema
- 1568 no Brasil